# Glassjögurka
Glassjögurka (Thyonidium hyalinum) är en sjögurkeart som först beskrevs av Forbes 1841. Glassjögurka ingår i släktet Thyonidium, och familjen svanssjögurkor. Arten är reproducerande i Sverige.